# Notothamia
Notothamia là một chi rêu trong họ Seligeriaceae.